# 潮州金山中学
23°20′09″N 116°40′35″E / 23.33583°N 116.67639°E
潮州市金山中学是潮州一所市直高中学校，创办于1926年秋。其前身为潮安县立初级中学校，被评为广东省国家级示范性普通高中。原广东金山中学搬往汕头校区后，学校搬上金山。几经易名，在1985年潮州市制后，学校改名为潮州市金山中学。

## 社团活动
潮州金山中学现有九大机构和二十二个社团。九大机构分别为：宣传出版小组，学生之家，校风检查小组，金山之声，小记者站，《晨曦》校报编辑小组，国旗班，爱心行动小组，英语角。二十二个社团分别为：牛仔文学社，紫藤文学社，黎梓文学社，足球协会，篮球协会，书法协会，毽球协会，乒乓球协会，三棋协会，古风创艺协会，音乐社，心理社，健身协会，羽毛球协会，漫艺社，joker杂志社，探索实验社，创意手工社，汉文化社，模拟联合国，覃思推理社，骑行社。
其中，金山之声广播站开设了五个节目，周日一路同行，介绍旅行电影，周一岁月留声介绍人物，周二轻歌漫语介绍音乐，周三网罗天下播报新闻，周四百科全说介绍百科。广播站负责学校升旗仪式主持，校庆晚会主持，校运会赛况播报，开放日启事播送，在校内校外的影响力均不断提升。
学校亦有其他组织，包括金中知兮、拍肩社、黑马社等，这些组织多为学生自主运营或与校外合作。

## 学校历史
| 時間      | 事件 | 校長   |
| --------- | --- | ------ |
| 1926年秋  | 创办，校名为“潮安县立初级中学校”，校址设于西壕路的“十五间”                                                                                     | 李梅   |
| 1929年    | 迁于西湖涵碧楼，把“西湖酒楼”改建为校舍 | 方达观 |
| 1930年5月 | 新校舍建成（现高级中学校址），学校搬人新址 | 方达观 |
| 1937年9月 | 日敌南侵，学校被炸，学校由西湖迁至“意溪书院”                                                                                                   | 陈行成 |
| 1939年6月 | 潮州沦陷，学校迁至中荣乡（现归湖镇境内）虎廊村，利用祠堂及竹篷教室，坚持上课                                                                   | 陈行成 |
| 1945年9月 | 抗日战争胜利，迁回潮州城，暂于廖厝祠上课，并进行校舍修复                                                                                       | 陈行成 |
| 1946年1月 | 学校改称“潮安县立第一初级中学” | 钟勃   |
| 1947年    | 西湖校址修复，学校迁回原校址 | 钟勃   |
| 1948年    | 始招高中班，校名为“潮安县立第一中学” | 谢贤明 |
| 1949年    | 中华人民共和国成立，学校名为“潮安第一中学”简称“潮安一中”                                                                                       | 谢贤明 |
| 1952年    | 广东金山中学迁往汕头岩石，西湖校址改作粤东行署，学校搬上金山。“义安中学”、“贝理女中并入本校，在义安中学校址设分教处                            | 谢焕新 |
| 1954年    | 学校被定为汕头地区重点中学 | 王家桂 |
| 1958年    | 停招初中班，校名改称“潮安第一高级中学”，校长柯光政。停招初中班，校名改称“潮安第一高级中学”                                                     | 柯光政 |
| 1960年    | 重设初中部，恢复校名“潮安第一中学” | 柯光政 |
| 1966年6月 | “文化大革命”开始，易名“潮安红旗中学” | 柯光政 |
| 1977年1月 | 校名恢复“潮安第一中学” | 柯光政 |
| 1985年1月 | 因撤潮安县建制，建立潮州市制，学校以校址所在地命名，将“潮安第一中学”改名“潮州市金山中学”。中共广东省委书记吴南生为学校题写校名：“潮州金山中学” | 周勤延 |

## 资料来源
1. ↑  2022年9月至10月人事任免，2012年8月24日
2. ↑  潮州市金山中学简介-学生会版本
3. ↑  潮州市金山中学 潮州教育信息网 的存檔，存档日期2016-03-25.，2005-10-18
4. ↑  潮州金中示范性高中揭牌仪式